# Centro Cultural Francisco Firmo de Mattos Filho
O Centro Cultural Francisco Firmo de Mattos Filho é um museu público, que funciona num conjunto arquitetônico composto por três edifícios históricos no município brasileiro de Contagem, em Minas Gerais. O conjunto arquitetônico é remanescente arquitetônico do núcleo histórico originário do posto fiscal do registro da Coroa Portuguesa. Composto por dois casarões de estilo colonial português (Casa amarela e Casa Rosa) remanescentes do século XIX e um casarão em estilo eclético (Casa Azul), construído no início do século XX, o conjunto arquitetônico foi apontado como de interesse de preservação pelo Instituto Estadual do Patrimônio Histórico e Artístico de Minas Gerais.
Os três casarões foram restaurados em 1998, na data de criação do Centro Cultural, e tombados pelo poder público municipal no mesmo ano. Os três casarões, atualmente, abrigam um teatro: Sala Maristela Tristão; uma galeria de artes; salas de cursos e a sede da Superintendência de Cultura do Município. Quando da restauração, preocupou-se também com o belo calçamento da rua Doutor Cassiano, em frente ao Centro Cultural, todo em pedra, o que dá um charme todo especial ao conjunto arquitetônico. Cada um dos casarões recebeu um patrono: Casa Teresinha Belém; Casa Oldemar Rocha e Casa José Augusto Rocha e abrigam: o Centro de Memória; o Centro Artístico e a Biblioteca Pública Municipal Dr Edison Diniz.